# Basic English
Il Basic English o inglese B.A.S.I.C. (acronimo di British American Scientific International Commercial) è una lingua artificiale ottenuta dalla semplificazione della lingua inglese da parte di Charles Kay Ogden, descritta nel suo libro Basic English: un'introduzione con regole e grammatica (1930).

## Dettagli
Ogden non introdusse nel Basic English parole che potevano essere espresse con altre parole. Egli testò la sua selezione attraverso molte prove e revisioni, semplificando anche la grammatica pur mantenendola comprensibile per i nativi di lingua inglese.
Il concetto guadagnò il suo maggiore interesse dopo la seconda guerra mondiale come mezzo per promuovere la pace nel mondo: sebbene non sia mai stato costituito un programma per la sua adozione, alcune delle semplificazioni proposte da Ogden sorsero spontaneamente fra i parlanti non nativi.
Estratto: Il Padre Nostro:
may your name be kept holy.

Let your kingdom come.

Let your pleasure be done,

as in heaven, so on earth.

Give us this day bread for our needs.

And make us free of our debts,

as we have made those free who are in debt to us.

And let us not be put to the test,

but keep us safe from the Evil One.»

## Regole grammaticali
Le regole grammaticali di Ogden per il Basic English dovrebbero aiutare le persone a comunicare in modo naturale con 851 parole.
1. Formare il plurale con una -s alla fine della parola. Se ci sono modi speciali per fare una parola plurale come -es e -ies, usarli.
2. Limitarsi a quattro suffissi per modificare le parole: due per i sostantivi, -er e '-ing, e due per gli aggettivi, -ing ed -ed.
3. Coniugare i qualificatori avverbiali con il suffisso -ly.
4. Parlare di quantità con more e most. Usare -er e -est.
5. Esprimere l'opposto di un aggettivo con un-.
6. Costruire domande con l'ordine opposto delle parole introdotte da do.
7. Coniugare operatori e pronomi come nell'inglese standard.
8. Combinare parole con due nomi (per esempio milkman o wordend) o un nome e una direzione (sundown).
9. Usare la forma inglese per misure, numeri, soldi, mesi, giorni, anni, ore e parole internazionali.
10. Sfruttare le parole dell'industria e della scienza.

## Critiche
Una critica al Basic English è che per ridurre il numero di parole si usa un maggior numero di espressioni idiomatiche che non sono ovvie per le persone non di madrelingua inglese. Per esempio il termine make good è usato per succeed mentre il termine make bad è usato per fail. L'inglese conta fortemente sulle espressioni idiomatiche, delle quali circa 4000 sono riconosciute da molti dizionari - richiedendo circa 2000 parole, più del doppio del vocabolario del Basic English, per definirle. Una contro-argomentazione è che le persone di lingua inglese avranno eventualmente bisogno di imparare un vocabolario più grande e le frasi idiomatiche, a un certo punto poco o nessun danno viene fatto dall'introduzione di frasi idiomatiche asimmetriche.
Si noti inoltre che la grandezza della lista di parole elimina anche un considerevole numero di parole inglesi comuni come world.
Un'altra critica è che il Basic English sarebbe una forma di imperialismo linguistico, perché è un tentativo di fare dell'inglese, e per estensione delle culture anglofone, una cultura internazionale comune. Il Basic English conserva anche altre irregolarità dell'inglese nell'interesse della retrocompatibilità.
Un'altra critica è che non è così efficace come E-Prime nel permettere la comunicazione non-giudicativa, visto che to be è permesso, ma altre parole richieste per indicare lo stato dell'essere (ad esempio equals o become) non lo sono.
Inoltre, uno dei maggiori problemi dell'inglese, che è la comprensione mediante l'ascolto per chi impara questa lingua non è risolto. Infatti, la pronuncia di ogni parola non è chiara ai parlanti non di lingua madre; anche i parlanti di lingua madre hanno lievi differenze di pronuncia a seconda della loro provenienza, confusi dall'uso spesso non logico dell'alfabeto.
Altre critiche vengono dai nativi inglesi, che considerano questo e altri simili tentativi una sorta di "violenza" alla loro lingua. Un forte ostacolo all'uso viene anche da chi dovrebbe impararla, che si chiede il perché dell'apprendimento di una lingua che porta a un livello di comunicazione basso, che di fatto rende impacciato e "inferiore" chi la impara rispetto a un parlante di un'altra qualsiasi lingua più completa, naturale o artificiale che sia.

## Storia
Winston Churchill supportò all'inizio l'idea dell'uso del Basic English come lingua internazionale, menzionandolo in un discorso ad Harvard nel 1944, ma smise quando lesse un articolo dove blood, toil, tears and sweat (ovvero "sangue, fatica, lacrime e sudore") veniva tradotto in Basic English come blood, hard work, eyewash and body water (che, letteralmente, si traduce in "sangue, duro lavoro, lava-occhi e acqua di corpo").
George Orwell potrebbe aver parodiato il Basic English nel suo libro 1984: il riferimento alla neolingua potrebbe venire interpretato come una critica nascosta alle "lingue universali" proposte durante il periodo in cui scrisse il libro.

## Lista delle parole
Queste sono le 851 parole di base del Basic English.

### Operazioni (102 parole)
wakeup, getup, sleep, come, get, give, go, keep, let, make, put, seem, take, be, do, have, say, see, send, may, will, about, across, after, against, among, at, before, between, by, down, from, in, off, on, over, through, to, under, up, with, as, for, of, till, than, a, the, all, any, every, no, other, some, such, that, this, I, he, you, who, and, because, but, or, if, though, while, how, when, where, why, again, ever, far, forward, here, near, now, out, still, then, there  together, well, almost, enough, even, little, much, not, only, quite, so, very, tomorrow, yesterday, north, south, east, west, please, yes.

### Oggetti (399 parole generiche)
account, act, addition, adjustment, advertisement, agreement, air, amount, amusement, animal, answer, apparatus, approval, argument, art, attack, attempt, attention, attraction, authority, back, balance, base, behaviour, belief, birth, bit, bite, blood, blow, body, brass, bread, breath, brother, building, burn, burst, business, butter, canvas, care, cause, chalk, chance, change, cloth, coal, colour, comfort, committee, company, comparison, competition, condition, connection, control, cook, copper, copy, cork, cotton, cough, country, cover, crack, credit, crime, crush, cry, current, curve, damage, danger, daughter, day, death, debt, decision, degree, design, desire, destruction, detail, development, digestion, direction, discovery, discussion, disease, disgust, distance, distribution, division, doubt, drink, driving, dust, earth, edge, education, effect, end, error, event, example, exchange, existence, expansion, experience, expert, fact, fall, family, father, fear, feeling, fiction, field, fight, fire, flame, flight, flower, fold, food, force, form, friend, front, fruit, glass, gold, government, grain, grass, grip, group, growth, guide, harbour, harmony, hate, hearing, heat, help, history, hole, hope, hour, humour, ice, idea, impulse, increase, industry, ink, insect, instrument, insurance, interest, invention, iron, jelly, join, journey, judge, jump, kick, kiss, knowledge, land, language, laugh, law, lead, learning, leather, letter, level, lift, light, limit, linen, liquid, list, look, loss, love, machine, man, manager, mark, market, mass, meal, measure, meat, meeting, memory, metal, middle, milk, mind, mine, minute, mist, money, month, morning, mother, motion, mountain, move, music, name, nation, need, news, night, noise, note, number, observation, offer, oil, operation, opinion, order, organization, ornament, owner, page, pain, paint, paper, part, paste, payment, peace, person, place, plant, play, pleasure, point, poison, polish, porter, position, powder, power, price, print, process, produce, profit, property, prose, protest, pull, punishment, purpose, push, quality, question, rain, range, rate, ray, reaction, reading, reason, record, regret, relation, religion, representative, request, respect, rest, reward, rhythm, rice, river, road, roll, room, rub, rule, run, salt, sand, scale, science, sea, seat, secretary, selection, self, sense, servant, sex, shade, shake, shame, shock, side, sign, silk, silver, sister, size, sky, sleep, slip, slope, smash, smell, smile, smoke, sneeze, snow, soap, society, son, song, sort, sound, soup, space, stage, start, statement, steam, steel, step, stitch, stone, stop, story, stretch, structure, substance, sugar, suggestion, summer, support, surprise, swim, system, talk, taste, tax, teaching, tendency, test, theory, thing, thought, thunder, time, tin, top, touch, trade, transport, trick, trouble, turn, twist, unit, use, value, verse, vessel, view, voice, walk, war, wash, waste, water, wave, wax, way, weather, week, weight, wind, wine, winter, woman, wood, wool, word, work, wound, writing, year.

### Oggetti (200 parole figurabili)
angle, ant, apple, arch, arm, army, baby, bag, ball, band, basin, basket, bath, bed, bee, bell, berry, bird, blade, board, boat, bone, book, boot, bottle, box, boy, brain, brake, branch, brick, bridge, brush, bucket, bulb, button, cake, camera, card, cart, carriage, cat, chain, cheese, chest, chin, church, circle, clock, cloud, coat, collar, comb, cord, cow, cup, curtain, cushion, dog, door, drain, drawer, dress, drop, ear, egg, engine, eye, face, farm, feather, finger, fish, flag, floor, fly, foot, fork, fowl, frame garden, girl, glove, goat, gun, hair, hammer, hand, hat, head, heart, hook, horn, horse, hospital, house, island, jewel, kettle, key, knee, knife, knot, leaf, leg, library, line, lip, lock, map, match, monkey, moon, mouth, muscle, nail, neck, needle, nerve, net, nose, nut, office, orange, oven, parcel, pen, pencil, picture, pig, pin, pipe, plane, plate, plough, pocket, pot, potato, prison, pump, rail, rat, receipt, ring, rod, roof, root, sail, school, scissors, screw, seed, sheep, shelf, ship, shirt, shoe, skin, skirt, snake, sock, spade, sponge, spoon, spring, square, stamp, star, station, stem, stick, stocking, stomach, store, street, sun, table, tail, thread, throat, thumb, ticket, toe, tongue, tooth, town, train, tray, tree, trousers, umbrella, wall, watch, wheel, whip, whistle, window, wing, wire, worm.

### Qualità (100 generali)
able, acid, angry, automatic, beautiful, black, boiling, bright, broken, brown, cheap, chemical, chief, clean, clear, common, complex, conscious, cut, deep, dependent, early, elastic, electric, equal, fat, fertile, first, fixed, flat, free, frequent, full, general, good, great, grey, hanging, happy, hard, healthy, high, hollow, important, kind, like, living, long, male, married, material, medical, military, natural, necessary, new, normal, open, parallel, past, physical, political, poor, possible, present, private, probable, quick, quiet, ready, red, regular, responsible, right, round, same, second, separate, serious, sharp, smooth, sticky, stiff, straight, strong, sudden, sweet, tall, thick, tight, tired, true, violent, waiting, warm, wet, wide, wise, yellow, young.

### Qualità (50 opposte)
awake, bad, bent, bitter, blue, certain, cold, complete, cruel, dark, dead, dear, delicate, different, dirty, dry, false, feeble, female, foolish, future, green, ill, last, late, left, loose, loud, low, mixed, narrow, old, opposite, public, rough, sad, safe, secret, short, shut, simple, slow, small, soft, solid, special, strange, thin, white, wrong.